# Červenica
Červenica (em húngaro: Vörösvágás) é um município da Eslováquia, situado no distrito de Prešov, na região de Prešov. Tem 17,8 km² de área e sua população em 2018 foi estimada em 976 habitantes.

## Demografia
| Ano:        | 1994 | 2004    | 2014    | 2024    |
| ----------- | ---- | ------- | ------- | ------- |
| Broj ljudi: | 585  | 759     | 918     | 1099    |
| Razlika:    |      | +29,74% | +20,94% | +19,71% |

| Ano:               | 2023 | 2024   |
| ------------------ | ---- | ------ |
| Número de pessoas: | 1093 | 1099   |
| Diferença:         |      | +0,54% |